# Umber (album)
Umber là album phòng thu đầu tay của ban nhạc post-hardcore người Mỹ Bitch Magnet.

## Phát hành và tiếp nhận
| Đánh giá chuyên môn | Đánh giá chuyên môn |
| Nguồn đánh giá      | Nguồn đánh giá      |
| Nguồn               | Đánh giá            |
| ------------------- | ------------------- |
| Allmusic            | [ 1 ]               |
| Uncut               | [ 2 ]               |

Album được phát hành lần đầu năm 1989 bởi Glitterhouse Records, nhưng đã được gộp chung với đĩa nhạc trước đó và tái phát hành bởi Communion cùng một năm. Năm 2011, Umber được remaster bởi Alan Douches và ra mắt trong một box set cùng những đĩa nhạc còn lại của nhóm.
Năm 2004, nó được tạp chí Mojo cho vào danh sách "Lost Albums You Must Own".

## Danh sách ca khúc
Tất cả đều được sáng tác bởi Bitch Magnet
| STT | Nhan đề                   | Thời lượng |
| --- | ------------------------- | ---------- |
| 1.  | "Motor"                   | 3:48       |
| 2.  | "Navajo Ace"              | 2:33       |
| 3.  | "Clay"                    | 3:38       |
| 4.  | "Joan of Arc"             | 2:35       |
| 5.  | "Douglas Leader"          | 4:48       |
| 6.  | "Goat-Legged Country God" | 3:05       |
| 7.  | "Big Pining"              | 3:17       |
| 8.  | "Joyless Street"          | 2:17       |
| 9.  | "Punch and Judy"          | 2:54       |
| 10. | "Americruiser"            | 6:52       |

Box-set 2011 cũng chứa phiên bản thay thế của các track "Motor", "Joan of Arc", "Big Pining", "Joyless Street" và "Punch and Judy".

## Thành phần tham gia
| Bitch Magnet - Orestes Delatorre – trống - Jon Fine – guitar - David Galt – guitar - Sooyoung Park – guitar bass, hát | Thành phần sản xuất và nhạc công khác - Bitch Magnet – sản xuất - Karan Filian – hát nền trong "Big Pining" - Lou Gehrig – hát nền trong "Big Pining" - Mike McMackin – sản xuất, thu âm |